# سیارک ۴۰۸۶
سیارک ۴۰۸۶ (به انگلیسی: 4086 Podalirius، نامگذاری:1985VK2) چهار هزار و هشتاد و ششمین سیارک کشف شده‌است که در ۹ نوامبر ۱۹۸۵ کشف شد.
قدر مطلق سیارک برابر ۹٫۱۰ است.